# Laquette
De Laquette (Nederlands, historisch: Lake) is een rivier in het Franse departement Pas-de-Calais. Het is een zijrivier van de Leie en maakt zo deel uit van het stroomgebied van de Schelde.  
De rivier ontspringt in Bomy, loopt langs Estrée-Blanche en Witternesse en mondt uit in de Leie nabij Aire-sur-la-Lys, na een loop van 23,4 kilometer. 
De belangrijkste zijriviertjes van de Laquette zijn de ruisseau du Surgeon (9,4 km) en de ruisseau du Mardyck.